# بينانغ كياوهتين ناورهتا
بينانغ كياوهتين ناورهتا (بالإنجليزية: Bayinnaung Kyawhtin Nawrahta) ((بالبورمية: ဘုရင့်နောင် ကျော်ထင်နော်ရထာ)‏ ‎[bəjɪ̰ɴ nàʊɴ tɕɔ̀ tʰɪ̀ɴ nɔ̀jətʰà]‏؛ (بالتايلندية: พระเจ้าบุเรงนอง)‏؛ في الفترة من 16 يناير 1516 حتى 9 نوفمبر 1581) كان الملك الثالث لـ أسرة تونغو في بورما (ميانمار). طوال فترة حكمه التي استمرت لمدة ثلاثين عامًا، كان يطلق عليها «أعظم انفجار للطاقة البشرية التي لم يكن لها مثيل في بورما»، حيث نجح بينانغ في تجميع أكبر إمبراطورية في تاريخ جنوب شرق آسيا، والتي تضم الكثير مما تحتوي عليه بورما في الوقت الحاضر، وهي مانيبور وولايات مونغ شان (تقع في جنوب يونانالصين) ولان نا (التي تقع في شمال تايلاند) وسيام (في وسط وجنوب تايلاند) ومملكة لان أكسانغ (في لاوس وشمال شرق تايلاند).
وعلى الرغم من أن أفضل ما يذكر ذلك عنه هو بناء إمبراطوريته، فإن أعظم تراث تركه بينانغ هو توحيد ولايات شان لتشكل الممالك البورمية القائمة في وادي إيراوادي والتي تخلصت من تهديدات غارات ولايات شان على بورما العليا، التي كانت تعتبر مصدر قلق بالنسبة لـ بورما العليا منذ أواخر القرن الثالث عشر. وبعد غزو ولايات شان عام 1557، أمر الملك بوضع نظام إداري للحد من قوة قادة (رؤساء) شان بالوراثة، وفرض الرسوم الجمركية في شان التي تتماشى مع معايير الأراضي المنخفضة. وقد اتبع ملوك بورما سياسة ولايات شان حتى سقوط المملكة نهائيًا في أيدي المملكة البريطانية في عام 1885.
ومع ذلك، لم يتمكن من تكرار هذه السياسة الإدارية في إمبراطوريته الممتدة في كل مكان. وكانت تحتوي إمبراطوريته على مجموعه مفككة من الممالك التي كانت لها السيادة في السابق، وليست مملكة تونغو، حيث كان ملوكها موالين له مثل كاكرافارتين (Cakravartin) (الحاكم العالمي). وبالفعل، قامت ثورة على الفور في مملكة تايلاند بعد ثلاثة أعوام من وفاته في عام 1584. وبحلول عام 1599، ثار جميع الملوك الفرعيين، وانهارت إمبراطورية بينانغ تمامًا.
كان بينانغ واحدًا من الملوك الثلاثة العظماء في ملوك بورما، بالإضافة إلى أناوروهتا(Anawrahta) وألونغبايا (Alaungpaya). وسميت بعض الأماكن المرموقة في بورما الحديثة على اسمه بعد وفاته. وعرف في تايلاند بسبب الأغنية الشعبية والكتاب الشعبي اللذين يحملان اسم «فو شانا سيب ثيت» (Phu Chana Sip Thit) والتي تعني «فاتح الاتجاهات العشرة».

## النشأة
تقول الأساطير أن بينانغ ولد من زوجين كانا يعيشان بالقرب من باغان، وسُمي بـ شين يي هتوت (ရှင်ရဲထွတ်). وانتقلت أم يي هتوت بعد ذلك إلى تونغو حتى أصبحت مرضعة الأمير مينتايا (Prince Mintaya). وفي تونغو، تزوج يي هتوت من أخت مينتايا. ومن ثمً، تُوج الأمير مينتايا ملكًا لـ تابينشويتي (Tabinshweti) من تونغو في عام 1531. وباعتباره صديق الطفولة للملك، اكتسب يي هتوت الثقة الملكية وأصبح يعرف باسم بينانغ كياوهتين ناورهتا (حيث تعني كلمة بينانغ «زوج الأخت الملكية»).
وتوجد هناك بعض الشكوك حول سلسلة نسب بينانغ، ولم تكن هناك سجلات للنسب موجودة في هذا الوقت. ويوضح ماهايزاوينجي (التاريخ الملكي) الخاص بـ يو كالا أن والد بينانغ هو مينغي سوي، ابن تاونجخا مين (Taungkha Min)، وهذا يدل على أنه ينتمي لأسرة تونغو الملكية. ومع ذلك، يدعي التاريخ الشفهي غير ذلك، حيث ينص على أن بينانغ منحدر من أسرة عادية، وكان يعمل مع والده بمهنة متسلق النخل، ووثقت هذه الفكرة عن طريق تو سين كو (Taw Sein Ko)، عالم الآثار البورمية.
بعد الحملة الفاشلة ضد أيوثايا في عام 1548، فقد تابينشويتي القوة الدافعة له وعانى من مرض عقلي. ومن ثم أخذ وليّ العهد الأمير بينانغ يسيطر على شؤون البلاد ليحمي المملكة من الانهيار. وفي عام 1550، تمرد سميم هتاو (Smim Htaw)، ابن آخر ملوك مون في بيغو، واغتيل تابينشويتي على يد سميم ساوهتو (Smim Sawhtut) - قريب بمرشد شعب مون الذي ينحدر من أسرة بيغو. ولم يلبث أن توج سميم ساوهتو نفسه ملكًا على بيغو ولكنه وجد نفسه أيضًا يقع تحت ولاية منافسه سميم هتاو. وقاد سميم هتاو جيش مون لمهاجمة بيغو وقضى على سميم ساوهتو بعد ثلاثة أشهر من توليه الحكم.

## الحملات العسكرية

### إعادة غزو بورما (1550-1555)
اشتهر بينانغ بتوليه الحكم عن طريق زواجه من أخت الملك تابينشويهتي (Tabinshwehti)، مؤسس الإمبراطورية البورمية الثانية، بعد حوالي ثلاثة قرون من سقوط باغان في عام 1287 بسبب غزو المغول في عهد الإمبراطور قوبلاي خان. وبعد اغتيال تابينشويهتي على يد أعضاء محكمة مون في بيغو في عام 1550، حارب بينانغ لاسترداد مملكة تابينشويهتي لاستعادة سيطرة تونغو وبرومي في عام 1551 وبيغو مرتابان (Martaban) وباسين (Bassein) في عام 1552 وأخيرًا لاسترداد أفا في عام 1555.

### ولايات شان (1556–1557)
بعد استعادة كل من بورما العليا وبورما السفلى، قاد حملة عسكرية نحو الشمال تجاه إقليم شان واستولى على مونغ ميت وهسيباو وياونغوي ومونغ يانغ وموغاونغ في عام 1557.

### لان نا (1558)
في العام التالي قاد بينانغ حملته تجاه مملكة لان نا في تشينغ ماي(Chiang Mai) في عام 1558 واستولى على كلتا المدينتين. وفي عام 1562، غزا شان الصينية في مونغ ماو.

### مملكة أيوثايا (1563–1564 و1568–1569)
في عام 1563، بدأ بينانغ غزو تايلاند، وأجبر الملك التايلاندي مها شاكرافات (Maha Chakkraphat) على التنازل عن الحكم في فبراير 1564. وانتقلت الأسرة الحاكمة إلى بيغو، برفقة أكبر أبناء الملك ماهينثراثيرات (Mahinthrathirat) الذي نُصب كملك تابع. وفي مايو 1568، ثار ماهينثراثيرات على الملك عندما رتب والده العودة إلى الحكم من بيغو في صورة راهب. وفي الغزو التالي، اعتقل أيوثايا في أغسطس 1569 وجعل بينانغ مها ماهينثراثيرات الملك التابع. وعاد الشرفاء التايلانديون إلى بيغو، ومن بينهم الأمير ناريسوان (Naresuan).
وفي أواخر الستينيات من القرن السادس عشر، بدأ العديد من الرحالة الأوروبيين أمثال سيزار فيدريسي (Cesar Fedrici) وجاسبيرو بالبي (Gaspero Balbi) السفر إلى بيغو، عاصمة بورما، وتركوا وصفًا مفصلاً عن مملكة باينونج في يوميات سفرهم (انظر الوصلات الخارجية أدناه).

### مملكة لان أكسانغ (1565 و1569–1570 و1572–1574)
برهنت مملكة لان أكسانغ (لاوس) النائية على المشكلة الأكثر ضررًا والأطول لباينونج. وعلى الرغم من استعمار الجيوش البورمية العاصمة اللاوسية فيينتيان في عام 1565، فكانت لديهم سيطرة بسيطة على خارج المدينة. ولم يتمكنوا من هزيمة المقاومة اللاوسية بقيادة الملك ستثاثيرات (Setthathirat) الذي كان يحكم ريف المدينة وحافظ على شعبه من الغزوات البورمية المتعددة. وبعد وفاة ستثاثيرات في عام 1572، أرسل باينونج قوات غزو أخرى بقيادة قائده المفضل بينيا دالا لغزو لان أكسانغ مرة أخرى ولكنه أيضًا فشل هذه المرة. وفي نهاية المطاف، قاد الملك بنفسه القوات للغزو في عام 1574 وفي النهاية سقطت لان أكسانغ تحت حكمه.

### أراكان (1580–1581)
في نوفمبر عام 1580، حول بينانغ اتجاهه إلى المملكة الساحلية الغربية لـ أراكان، وأرسل قوات لغزوها. وأثناء حملة أراكان الأخيرة في عام (1546–1547)، كان من السهل على البورميين دخول ثاندوي ولكنهم لم يتمكنوا من دخول العاصمة المحصنة في مروق يو. وفي أكتوبر عام 1581، أرسل بينانغ تعزيزات، وبالفعل خطط لقيادة الحملة بنفسه. ولكنه كان مريضًا، وتوفي بعدها بمدة وجيزة. وانسحبت القوات البورمية بعد وفاته. (وانتقم شعب أراكان بعد ذلك بطرد بيغو في عام 1599).

## وفاته (1581)
توفي بينانغ في نوفمبر عام 1581 عن عمر يناهز 65 عامًا. وتولى ابنه ناندا الحكم من بعده.

## الإرث
وعلى الرغم من أن أفضل ما يذكر ذلك عنه هو بناء إمبراطوريته، فإن أعظم تراث تركه بينانغ هو توحيد ولايات شان لتشكل الممالك البورمية القائمة في وادي إيراوداي والتي تخلصت من تهديدات غارات ولايات شان على بورما العليا، التي تعتبر مصدر قلق بالنسبة لـ بورما العليا منذ أواخر القرن الثالث عشر. وبعد غزو ولايات شان عام 1557، أمر الملك بوضع نظام إداري للحد من قوة قادة (رؤساء) شان بالوراثة، وفرض الرسوم الجمركية في شان التي تتماشى مع معايير الأراضي المنخفضة. وقد اتبع ملوك بورما سياسة ولايات شان حتى سقوط المملكة نهائيًا في أيدي المملكة البريطانية في عام 1885.
ومع ذلك، لم يتمكن من تكرار هذه السياسة الإدارية في إمبراطوريته الممتدة في كل مكان. وكانت تحتوي إمبراطوريته على مجموعه مفككة من الممالك التي كانت لها السيادة في السابق، وليست مملكة تونغو، حيث كان ملوكها موالين له مثل كاكرافارتين (Cakravartin) (الحاكم العالمي). وبالفعل، قامت ثورة على الفور في مملكة تايلاند بعد ثلاثة أعوام من وفاته في عام 1584. وبحلول عام 1599، ثار جميع الملوك الفرعيين، وانهارت إمبراطورية بينانغ تمامًا.

### وجهات النظر السيامية
- كفاتح من جذور تايلاندية، كان معروفًا جيدًا من قبل الشعب التايلاندي، وكثيرًا ما يعامل باحترام. تشوت برايبان (اسم مستعار «يعقوب»)، الصحفي والمؤلف التايلاندي المتأثر به قام بشرح قصته في ملحمة تاريخية خيالية، عُرفت بـ "ผู้ชนะสิบทิศ" أو «بوشانا سيب تيد» (Puchana Sib Tid)، بمعنى الفائز الحقيقي (الفاتح) من الاتجاهات العشرة.
- وتحولت الرواية التايلاندية في وقت لاحق إلى مسلسلات تليفزيونية وأفلام. وما زالت الأغنية التي تحمل الاسم نفسه من المسلسلات التلفزيونية، التي أداها تشارينترا نانثاناكورن (Charintra Nanthanakorn)، واحدة من أكثر الأغاني المتميزة والمشهورة في تايلاند.

### إحياء الذكرى
يُعتبر بينانغ واحدًا من الملوك الثلاثة العظماء في قائمة ملوك بورما، إضافة إلى أناوروهتا وألونغبايا، مؤسسي الإمبراطوريات البورمية الأولى والثالثة على التوالي.
- ويُعتبر فريق بينانغ، واحدًا من الفرق الطلابية الخمس في المدارس البورمية الابتدائية والثانوية.
- ويُعتبر قانون بينانغ، واحدًا من القوانين الثلاثة قوانين التي تعلو مربع نايبيداو. والقانونان الآخران هما قانونا أناوروهتا وألونغبايا.
- يو إم إس بينانغ، بحرية ميانمار كورفيت
- جسر بينانغ، الجسر المعلق في يانغون
- طريق بينانغ، طريق في يانغون
- سوق بينانغ، سوق السلع الرئيسية في يانغون